# Irina von Wiese
Irina Stephanie von Wiese und Kaiserswaldau (Colonia, 11 settembre 1967) è una politica britannica.
Nel 2019 è stata eletta membro del Parlamento europeo per i Liberal Democratici fino al 31 gennaio 2020 in seguito all'uscita del Regno Unito dalla Ue.

## Biografia
Irina von Wiese proviene dalla famiglia degli Uradel slesiani von Wiese und Kaiserswaldau. È una nipote di Leopold von Wiese. Sua nonna, la terza moglie di Leopold von Wiese, Nathalie Garetzeloff, proveniva dalla Georgia e venne a Weimar come rifugiata nel 1923.
Ha studiato legge all'Università di Monaco e nel 1994 ha conseguito un Master in Pubblica Amministrazione presso la Harvard Kennedy School. Ha completato parte del suo tirocinio legale presso la Commissione europea e nell'amministrazione del parlamento statale del Meclemburgo-Pomerania Anteriore. In Germania è stata ammessa al bar nel 1996. Nello stesso anno si trasferisce in Gran Bretagna, dove nel 1998 è stata ammessa come avvocato per l'Inghilterra e il Galles. A Londra ha lavorato come direttore antitrust per la GSM Association.
Ha la cittadinanza tedesca e britannica.

### Attività politica
L'interesse di Irina von Wiese per la politica europea è stato risvegliato durante il suo periodo ad Harvard dal suo allora professore Shirley Williams. Inizialmente, ha fatto parte dei Liberal Democratici a livello locale a Londra. Per questi, era anche candidata per il collegio elettorale della Camera dei comuni di Hammersmith e per le elezioni dell'Assemblea di Londra del 2020. Fu coinvolta nella residua opposizione all'uscita del Regno Unito dall'UE
Alle elezioni europee del 2019 nel Regno Unito, in cui i liberal democratici sono diventati il partito più forte nella circoscrizione europea di Londra con il 27,2%, ha vinto uno dei tre mandati dei liberal democratici. Apparteneva quindi al gruppo Renew Europe.
È stata vicepresidente della sottocommissione per i diritti umani.